# Suleimaniya (gouvernement)
Suleimaniya is een gouvernement (provincie) in Irak.
Suleimaniya telt 1.362.739 inwoners op een oppervlakte van 17.023 km². De gelijknamige stad werd in 1784 gesticht door Ibrahim Pasha Baban. De stad was ook de hoofdstad van het Koerdische koninkrijk Baban van 1784 tot 1850.

## Overzicht

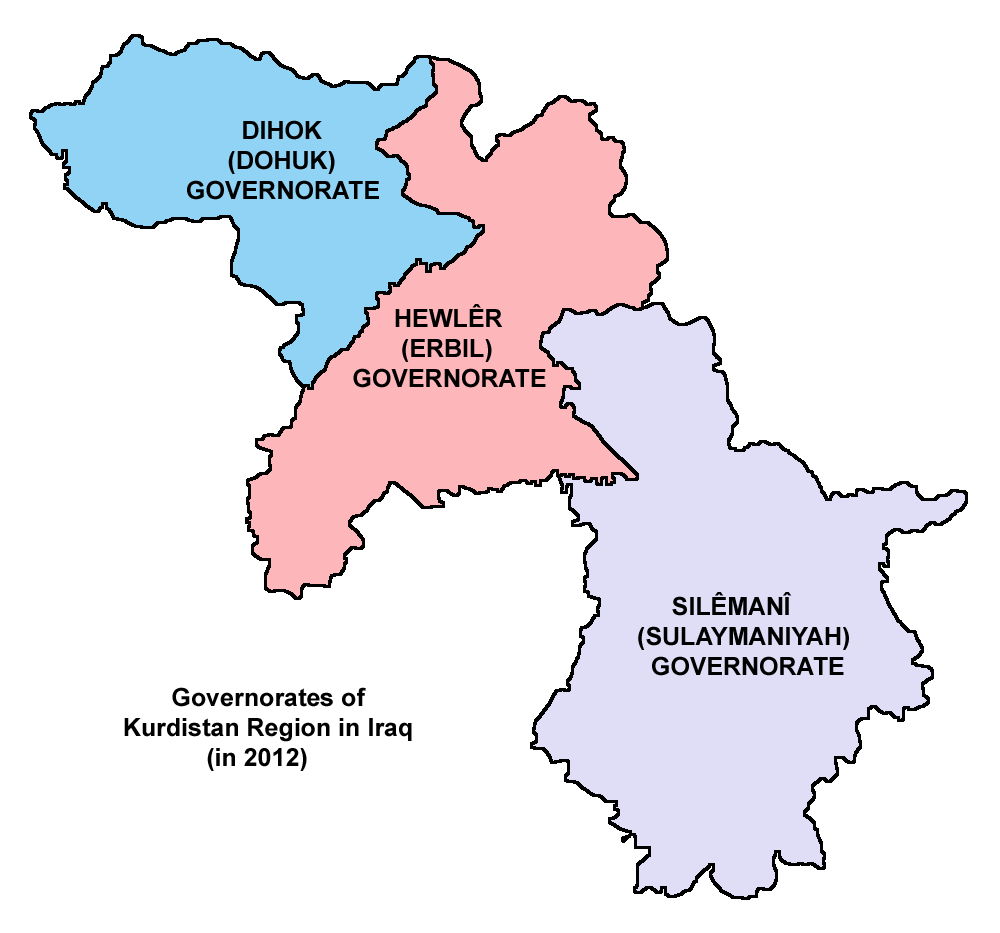
Gouvernementen van Koerdistan
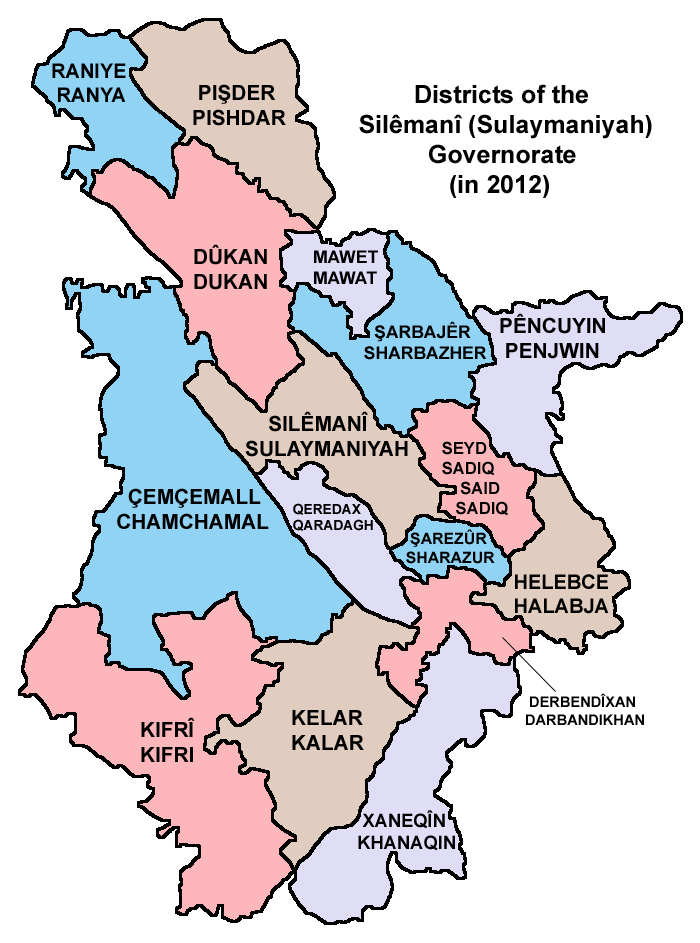
Indeling van het gouvernement van Suleimaniya